# Schimpera arabica
Schimpera arabica är en korsblommig växtart som beskrevs av Ferdinand von Hochstetter och Ernst Gottlieb von Steudel. Schimpera arabica ingår i släktet Schimpera och familjen korsblommiga växter.

## Underarter
Arten delas in i följande underarter:
- S. a. arabica
- S. a. persica